# 張曦雯
張曦雯（英語：Kelly Cheung Hei Man，1990年5月11日—），本名張詠欣，香港女演員及節目主持，現為無綫電視經理人合約藝員，於2012年成為第二個非港姐出身的《國際中華小姐》冠軍，並於《萬千星輝頒獎典禮2019》獲得「飛躍進步女藝員」獎，於《萬千星輝頒獎典禮2024》獲得「馬來西亞最喜愛TVB女主角」獎。

## 簡歷

### 早年生活
張曦雯祖籍廣東省清遠市，兒時居住黃大仙下邨；父親任職技工，母親則與親友一起經營美容店。她曾就讀香港創價幼稚園，與黃庭鋒為同校同學，直至唸完德望學校四年級便舉家移民到美國芝加哥生活，入讀南華埠的聖德力天主教學校（St. Therese Chinese Catholic School），其後畢業於伊利諾大學芝加哥分校企業管理系。

### 參加選美
張曦雯在2010年4月回流香港發展，於 ELITE Model Management（Primo Model Management 前身）擔任模特兒，並獲得「2010年最佳新模特獎」。她於2011年參選《芝加哥華商會親善小姐》，贏得冠軍及最上鏡小姐；2012年1月代表芝加哥赴香港參加《國際中華小姐競選》，當時被香港媒體冠以「翻版羽翹」的稱號，當記者問她覺得自己像不像對方時坦言「總之似靚女就好開心」。由於《2012年世界小姐競選》提前到8月舉行，無綫電視未能派出新任香港小姐參賽，因此派出張曦雯參選。雖於她在多個單項賽中獲得排名，惟最終未能奪獎。
而2011年香港小姐冠軍朱晨麗當時正拍攝劇集《衝上雲霄II》；亞軍朱希敏與季軍許亦妮早於2011年已代表香港參加同年世界小姐競選及國際小姐競選，因此張曦雯代表香港到中國內蒙古鄂爾多斯參賽。她是繼1988年冠軍李嘉欣和2000年冠軍郭羨妮後，成為第三名代表香港參加世界小姐的國際中華小姐冠軍，也是第一名因參加國際中華小姐（非香港代表佳麗）勝出而參選世姐的華姐冠軍（李嘉欣和郭羨妮是以香港小姐冠軍身份參賽）。

### 演藝發展

#### 入行初期
張曦雯參選世界小姐後，與 Jesper & Friends 拍攝其第一部微電影《WHITE》。她卸任後與無綫電視簽了經理人合約，隨即擔任明珠台《港生活·港享受》及翡翠台《東張西望》時段內的《Pearl Tonight》主持。2016年，她首次參演無綫電視劇集，在《律政強人》中飾演事務律師「潘希文（Libby）」。2017年，她開始以「kellycheung」的名義在 Twitch 上直播《生化危機7 惡靈古堡》、《榮耀戰魂》等電子遊戲。

#### 人氣急升
2018年，張曦雯參演無綫台慶劇《跳躍生命線》，飾演「文暉（Man）」一角，年尾憑此角首度入圍《萬千星輝頒獎典禮2018》「最佳女配角」最後五強及「最受歡迎電視女角色」，並獲提名「新加坡最喜愛TVB女主角」及「馬來西亞最喜愛TVB女主角」，是其首次入圍角逐女主角獎項。同年，她亦入圍《萬千星輝頒獎典禮2018》「飛躍進步女藝員」及《觀眾在民間電視大奬2018》「民選飛躍進步女藝員」最後五強。
2019年5月，張曦雯因認為自己演戲基礎比較薄弱而向無綫電視請假，以返回美國洛杉磯進修演技。同年，她在無綫電視時裝醫療劇《白色強人》中飾演神經外科駐院醫生「呂靄寧（Yan）」，演出受到網民注目，在劇中用電鑽救人的一幕亦成為亮點。她在《万千星辉颁奖典礼2019》中首度入圍「最佳女主角」，並奪得「飛躍進步女藝員」獎。

#### 高峰時期
2020年，張曦雯於無綫電視時裝警匪懸疑喜劇《木棘証人》中飾演「李頌盈」一角，年尾憑此角再度入圍《萬千星輝頒獎典禮2020》「最佳女主角」，並在「最受歡迎電視女角色」及「馬來西亞最喜愛TVB女主角」均入圍最後五強。
2022年，張曦雯於無綫電視時裝醫療劇《白色強人II》中再次飾演神經外科副顧問醫生「呂靄寧（Yan）」，年尾憑此角入圍《萬千星輝頒獎典禮2022》「最佳女主角」最後十強，並第四度入圍「最受歡迎電視女角色」及第三度入圍「馬來西亞最喜愛TVB女主角」。
2023年，張曦雯於無綫電視時裝警匪劇《破毒強人》中飾演毒品調查科高級督察「丁若寧（Jackie）」，並憑此角在《萬千星輝頒獎典禮2023》再度入圍「最佳女主角」。
2024年，張曦雯於無綫電視台慶劇《企業強人》中飾演前電視台主播、投資公司始創合伙人「宋翹」，再次參演「強人系列」劇集，演技受到肯定，並憑此角在《萬千星輝頒獎典禮2024》首度奪得「馬來西亞最喜愛TVB女主角」，並入圍「最佳女主角」最後五強。

### 軼事
- 2022年2月4日，張曦雯在社交平台 Instagram 發文表示曾在美國洛杉磯感染新冠病毒。
- 她是無綫電視監製羅永賢的常用演員，在其《強人系列》系列的五部作品均有出演。

## 演出作品

### 電視劇（無綫電視）
| 首播            | 劇名                  | 角色                 |
| 翡翠台          |                       |                      |
| 2016年          | 律政強人              | 潘希文（Libby）      |
| 2018年          | 跳躍生命線            | 文暉（Man）          |
| 2018年          | 救妻同學會            | 丁嘉欣               |
| 2019年          | 白色強人              | 呂靄寧（Yan）        |
| 2019年          | 金宵大廈              | 張曦雯（Kelly）      |
| 2019年          | 解決師                | 高喜兒（Chloe）      |
| 2020年          | 法證先鋒IV            | 馬愛薇（Emma）／高善 |
| 2020年          | 木棘証人              | 李頌盈（Chris）      |
| 2020年          | 踩過界II              | 邵美娜（Eva）        |
| 2021年          | 陀槍師姐2021          | 大律師／酒吧美女     |
| 2021年          | 伙記辦大事            | 方洛兒（Cathy）      |
| 2022年          | 白色強人II            | 呂靄寧（Yan）        |
| 2023年          | 破毒強人              | 丁若寧（Jackie）     |
| 2023年          | 妳不是她              | 治療師               |
| 2024年          | 再見·枕邊人           | 朱善美（Rachel）     |
| 2024年          | 企業強人              | 宋翹                 |
| 2024年          | 廉政行動2024          | 江見秋               |
| 拍攝中          | 璀璨之城              | 王雪瑩               |
| big big channel |                       |                      |
| 2017年          | 降魔的番外篇 - 首部曲 | 羅伽                 |
| J2              |                       |                      |
| 2017年          | 7日羅曼史             | 藝玲                 |

### 電視劇（邵氏兄弟）
| 首播   | 劇名           | 角色           |
| 2020年 | 飛虎之雷霆極戰 | 邱皓月（Jean） |

### 主持及演出節目（無綫電視）
| 首播                    | 節目名                | 備註                                                                                 |
| 明珠台                  |                       |                                                                                      |
| 2013年3月14日 - 2019年  | 港生活·港享受         | 與宋熙年、邵珮詩、郭田葰、陳浚霆、陳智燊、陳雅思、黃碧蓮、魏韵芝、蘇頌輝及黃庭鋒合作 |
| 翡翠台                  |                       |                                                                                      |
| 2013年7月22日 - 9月5日  | Pearl Tonight         | 曾在《東張西望》時段內播放，後改在《一綫娛樂》內播出                                 |
| 2015年1月19日 - 2月13日 | 民峰而至              | 與蘇民峰、劉溫馨、李佳芯、鄧佩儀、林伊麗、何艷娟、朱智賢及黃欣合作                   |
| 2016年5月30日 - 6月3日  | 有種品味叫米蘭        | 與梁彥宗及陳貝兒合作                                                                 |
| 2019年                  | 12個夏天              | 與羅天宇合作                                                                         |
| 2023年                  | 獎門人開心Party感謝祭 |                                                                                      |

### 微電影
| 首映           | 電影名 | 角色                 |
| 2012年11月28日 | WHITE  | Chinese Kelly Cheung |

## 曾參加選美活動
| 日期           | 選美賽事                     | 代表地區 | 獎項 / 賽果                                                                                          |
| 芝加哥華商會   |                              |          | |
| 2011年10月23日 | 芝加哥華商會華裔親善小姐競選 | 不適用   | 冠軍 最上鏡小姐                                                                                      |
| 無綫電視       |                              |          | |
| 2012年1月15日  | 國際中華小姐競選             | 芝加哥   | 冠軍                                                                                                 |
| 世界小姐組織   |                              |          | |
| 2012年8月18日  | 世界小姐競選                 | 香港     | 超模決賽前47名 沙灘美人前40名 才藝比賽前30名 社交媒體大獎前10名 入選民族舞（Dance of the World）表演 |

## 音樂作品

### 歌曲
- 2016年：Amazing Summer 主題曲《乘風》
- 2014年 單戀雙城插曲 陳展鵬《差半步 》

## 曾獲獎項與提名
| 年份   | 頒獎單位                     | 獎項                    | 作品             | 結果         |
| ------ | ---------------------------- | ----------------------- | ---------------- | ------------ |
| 2011年 | 芝加哥華商會華裔親善小姐競選 | 冠軍                    | 不適用           | 獲獎         |
| 2011年 | 芝加哥華商會華裔親善小姐競選 | 最上鏡小姐              | 不適用           | 獲獎         |
| 2012年 | 2012年國際中華小姐競選       | 冠军                    | 不適用           | 獲獎         |
| 2018年 | 最受歡迎企業活動司儀大獎2018 | 最受歡迎企業活動司儀    | 不適用           | 獲獎         |
| 2018年 | 觀眾在民間電視大奬2018       | 民選飛躍進步女藝員      | 不適用           | 得票第五名   |
| 2018年 | 萬千星輝頒獎典禮2018         | 新加坡最喜愛TVB女主角   | 《跳躍生命線》   | 提名         |
| 2018年 | 萬千星輝頒獎典禮2018         | 馬來西亞最喜愛TVB女主角 | 《跳躍生命線》   | 提名         |
| 2018年 | 萬千星輝頒獎典禮2018         | 最受歡迎電視女角色      | 《跳躍生命線》   | 提名         |
| 2018年 | 萬千星輝頒獎典禮2018         | 最佳女配角              | 《跳躍生命線》   | 最後五強     |
| 2018年 | 萬千星輝頒獎典禮2018         | 飛躍進步女藝員          | 不適用           | 提名         |
| 2018年 | 2018香港電視大獎             | 女配角獎（劇集）        | 《跳躍生命線》   | 提名         |
| 2019年 | 萬千星輝頒獎典禮2019         | 最佳女主角              | 《白色強人》     | 提名         |
| 2019年 | 萬千星輝頒獎典禮2019         | 最受歡迎電視女角色      | 《白色強人》     | 提名         |
| 2019年 | 萬千星輝頒獎典禮2019         | 飛躍進步女藝員          | 不適用           | 獲獎         |
| 2019年 | 觀眾在民間電視大奬2019       | 民選飛躍進步女藝員      | 不適用           | 得票第四名   |
| 2020年 | 萬千星輝頒獎典禮2020         | 最佳女主角              | 《木棘証人》     | 提名         |
| 2020年 | 萬千星輝頒獎典禮2020         | 最受歡迎電視女角色      | 《木棘証人》     | 最後五強     |
| 2020年 | 萬千星輝頒獎典禮2020         | 馬來西亞最喜愛TVB女主角 | 《木棘証人》     | 最後五強     |
| 2022年 | 萬千星輝頒獎典禮2022         | 最佳女主角              | 《白色強人II》   | 最後十強     |
| 2022年 | 萬千星輝頒獎典禮2022         | 最受歡迎電視女角色      | 《白色強人II》   | 提名         |
| 2022年 | 萬千星輝頒獎典禮2022         | 馬來西亞最喜愛TVB女主角 | 《白色強人II》   | 提名         |
| 2022年 | 萬千星輝頒獎典禮2022         | 最受歡迎電視拍檔        | 《白色強人II》   | 與郭晉安提名 |
| 2023年 | 萬千星輝頒獎典禮2023         | 最佳女主角              | 《破毒強人》     | 提名         |
| 2024年 | 萬千星輝頒獎典禮2024         | 最佳女主角              | 《再見·枕邊人》  | 提名         |
| 2024年 | 萬千星輝頒獎典禮2024         | 最佳女主角              | 《廉政行動2024》 | 提名         |
| 2024年 | 萬千星輝頒獎典禮2024         | 最佳女主角              | 《企業強人》     | 最後五強     |
| 2024年 | 萬千星輝頒獎典禮2024         | 馬來西亞最喜愛TVB女主角 | 《企業強人》     | 獲獎         |
| 2024年 | 萬千星輝頒獎典禮2024         | 大灣區最喜愛TVB女主角   | 《企業強人》     | 提名         |

## 外部連結
- Kelly Cheung的Facebook專頁
- 張曦雯 Kelly的Facebook專頁
- 張曦雯的Instagram帳戶
- 張曦雯的新浪微博
- 張曦雯的X（前Twitter）
- 2012年國際中華小姐競選 - 張曦雯 - 個人資料